# Will Grigg
William Donald Grigg (Solihull, Inglaterra, 3 de julio de 1991), más conocido como Will Grigg, es un futbolista británico. Juega como delantero en el Chesterfield F. C. de la League Two y es internacional por la selección de fútbol de Irlanda del Norte.
Es conocido por, a pesar de pertenecer a un equipo de tercera división inglesa (Wigan Athletic), ser el 25.º mejor jugador de Europa de la temporada 2015-16, según la UEFA.

## Trayectoria
Will Grigg nació en Solihull, Midlands del Oeste en 1991. Cuando tenía 7 años fue aceptado en la cantera del Birmingham City F.C., donde destacaría como delantero centro. Su progresión se vio truncada a los 15 años por culpa de una grave lesión, que supuso su salida de la entidad en 2007. Durante un tiempo, compaginó sus estudios en una escuela de formación profesional con el fútbol a nivel amateur en el equipo juvenil del Solihull Moors. En septiembre de 2007 recaló en el Stratford Town de las divisiones amateur. 
En verano de 2008 fue contratado por el Walsall F.C. de la League One (tercera división). Aunque estuvo allí cinco temporadas, no conquistó la titularidad hasta la campaña 2010/11. Su mejor edición fue la 2012-13, en la que marcó 19 goles en 41 encuentros.
En la temporada 2013-14 se marchó al Brentford F.C. Si bien en las primeras jornadas fue titular, sufrió una mala racha de anotación y Marcello Trotta le arrebató el puesto. En total disputó 34 encuentros y marcó 4 goles, por los que su club subió a Football League Championship (segunda división). De cara al curso 2014-15, fue cedido al Milton Keynes Dons, en el que recobró el acierto goleador: 20 tantos en 44 encuentros, vitales para conseguir el ascenso a la segunda categoría.
En 2015 fue traspasado al Wigan Athletic por un millón de libras. Su llegada coincidió con una renovación total del plantel, que había descendido a League One la campaña anterior. El Wigan fue campeón de liga en buena parte gracias a los goles del delantero, un total de 25 en 40 partidos, que le valieron el título individual de máximo realizador de la temporada 2015-16.
El 19 de febrero de 2018 se convirtió en héroe al anotar el gol con el que el Wigan Athletic derrotó 1-0 al Manchester City de Pep Guardiola por la 5.ª ronda de la FA Cup 2017-18 y lo eliminó de la competencia.
El 1 de febrero de 2019 abandonó Wigan y fichó por el Sunderland A. F. C. Dos años después de su llegada regresó al Milton Keynes Dons F. C. en calidad de cedido. También cedido se fue el 31 de agosto de 2021 al Rotherham United F. C. Tras la misma no volvió a Sunderland al concluir su contrato.
El 15 de julio de 2022 inició su tercera etapa futbolística en el Milton Keynes Dons F. C. Esta duró una campaña y en junio de 2023 fue traspasado al Chesterfield F. C.

### Selección nacional
Will Grigg es internacional con la selección de Irlanda del Norte. Aunque nació en Inglaterra, tiene raíces norirlandesas por parte de su abuelo y compite con ese país desde las categorías sub-19 y sub-21.
Debutó con la selección absoluta el 2 de junio de 2012, en un amistoso ante Países Bajos que terminó con derrota por 6:0. Durante un tiempo no fue convocado, pero sus actuaciones en el Wigan Athletic le valieron una llamada del seleccionador Michael O'Neill para la Eurocopa 2016. Los suyos llegaron a octavos de final, aunque él no llegó a disputar un solo minuto.

## Will Grigg's on Fire
En mayo de 2016, un aficionado del Wigan subió a Youtube un video titulado Will Grigg's on Fire (traducible como «Will Grigg está que arde» o «está en racha»), donde el hincha cantaba las hazañas goleadoras de Grigg con la base musical del tema Freed from Desire de Gala Rizzatto. El cántico fue adoptado por los aficionados del Wigan y por los seguidores de Irlanda del Norte, al punto de convertirse en un verdadero fenómeno viral de la Eurocopa 2016.
El dúo electropop Blonde sacó a la venta una versión de Will Grigg's on Fire que alcanzó el top 10 de ventas en Reino Unido.

## Clubes
| Club                     | País       | Año       | Partidos | Goles |
| ------------------------ | ---------- | --------- | -------- | ----- |
| Walsall F. C.            | Inglaterra | 2008-2013 | 109      | 28    |
| Brentford F. C.          | Inglaterra | 2013-2014 | 36       | 5     |
| Milton Keynes Dons F. C. | Inglaterra | 2014-2015 | 50       | 22    |
| Wigan Athletic F. C.     | Inglaterra | 2015-2019 | 150      | 65    |
| Sunderland A. F. C.      | Inglaterra | 2019-2021 | 61       | 8     |
| Milton Keynes Dons F. C. | Inglaterra | 2021      | 20       | 8     |
| Sunderland A. F. C.      | Inglaterra | 2021      | 1        | 0     |
| Rotherham United F. C.   | Inglaterra | 2021-2022 | 28       | 6     |
| Milton Keynes Dons F. C. | Inglaterra | 2022-2023 | 48       | 7     |
| Chesterfield F. C.       | Inglaterra | 2023-     | 78       | 39    |

Fuente: Transfermarkt